# Teodor Napierała
Teodor Napierała (ur. 4 listopada 1945 w Grodzisku Wielkopolskim) – trener piłkarski, a w przeszłości piłkarz grający na pozycji pomocnika.

## Kariera
Jest wychowankiem grodziskiej Dyskobolii, w której grał do 1965 roku. Resztę swojej kariery zawodniczej spędził w poznańskim Lechu (rozegrał 237 meczów), w którym był także trenerem.